# Gunillaparken
Gunillaparken är en park på Väster i Halmstad, som öppnades 1944 samtidigt som området utanför Karl XI:s väg bebyggdes med flerbostadshus i funkisstil. Tidigare låg där ett stort område med koloniträdgårdar.
Till parken donerades av en anonym givare skulpturen Gunilla, möjligen industrimannen och lokalpolitikern Edwin Berger och döpt efter ett barnbarn till honom.. Gunilla gav också namn till parken. Skulpturen, som skapades av Axel Einar Lindskoug, placerades senast 1946 med en fontän i en rektangulär grund bassäng i parkens nordöstra del.

## Radioplan
Omedelbart nordväst om parken upprättades 1926 en lokal rundradiosändare för utsändning av Radiotjänsts program på mellanvåg. Den lilla stationsbyggnaden ritades av Sven Gratz och kom att bli dennes sista verk. Platsen döptes till Radioplan.

## Halmstad Norra
Vid Radioplan, i parkens nordvästra ytterkant, uppfördes 1935 en ny byggnad för järnvägsstationen Norra station på Västkustbanan, vilken ersatte den äldre Gamla Halmstads norra station, som låg i Norre katts park omkring 400 meter åt nordost.

## Bildgalleri

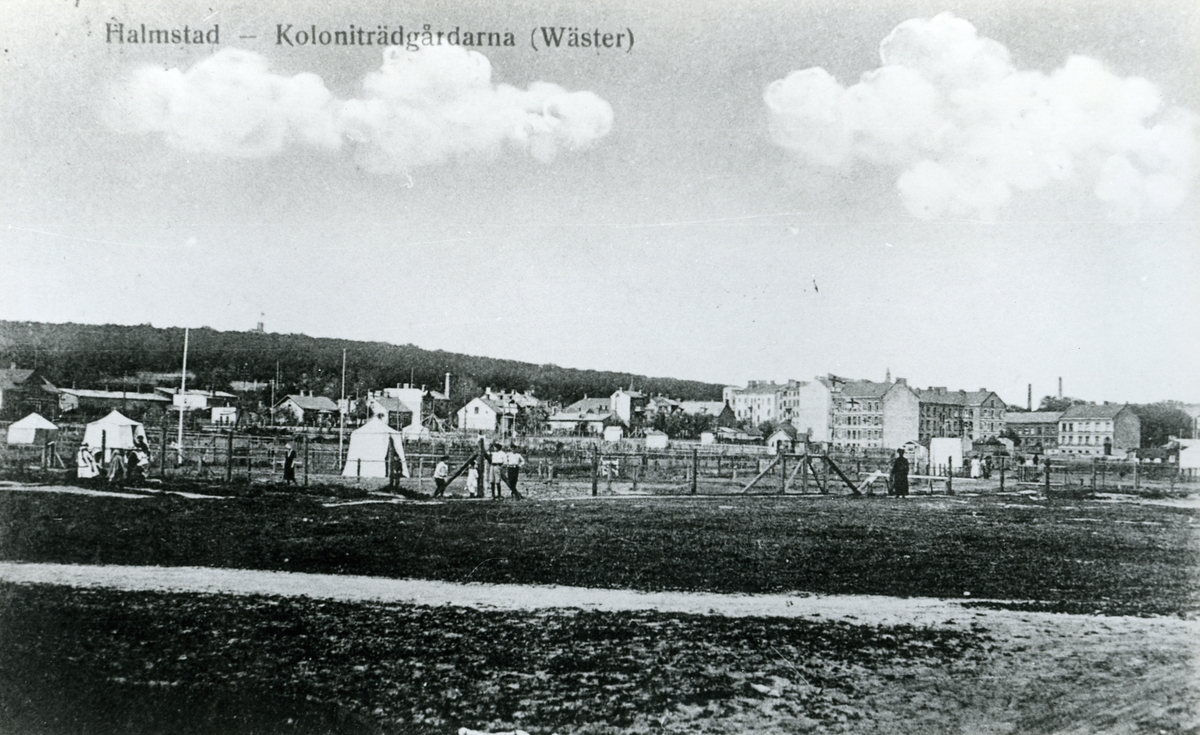
Koloniträdgårdar på Väster, troligen 1920-talet
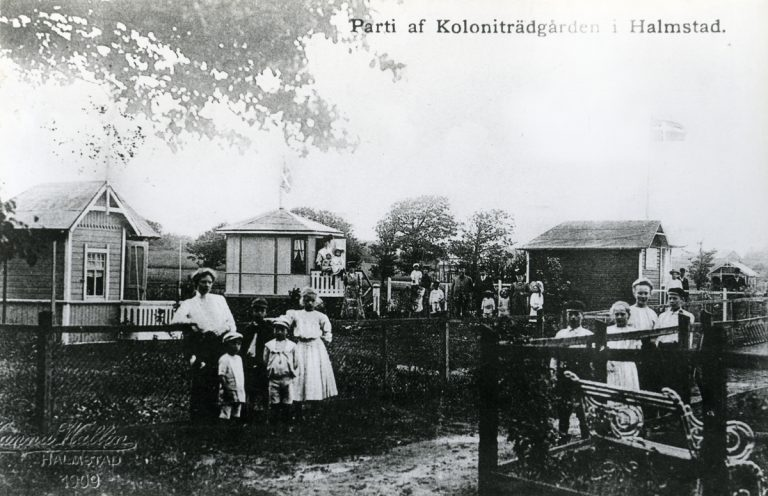
Koloniträdgårdar, 1909. Fotograf: Hanna Wallin
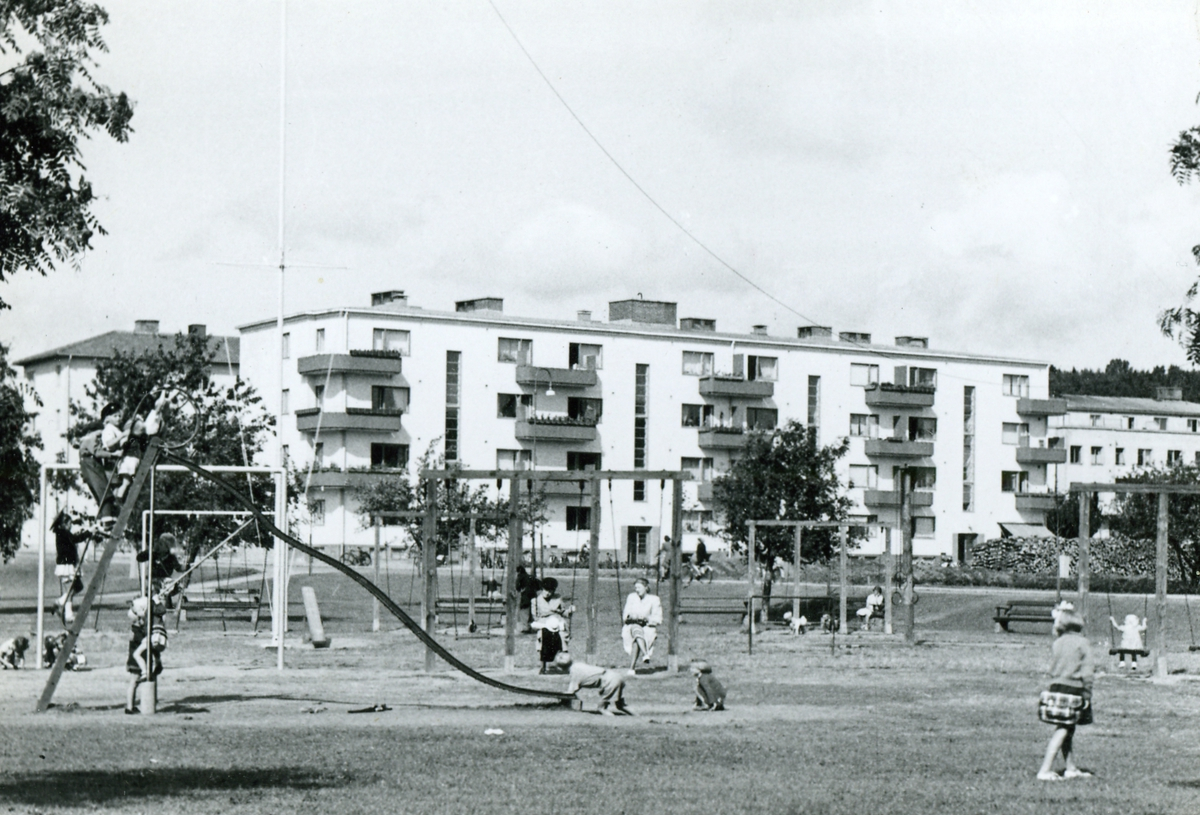
Lekplats i Gunillaparken, troligen 1950-talet
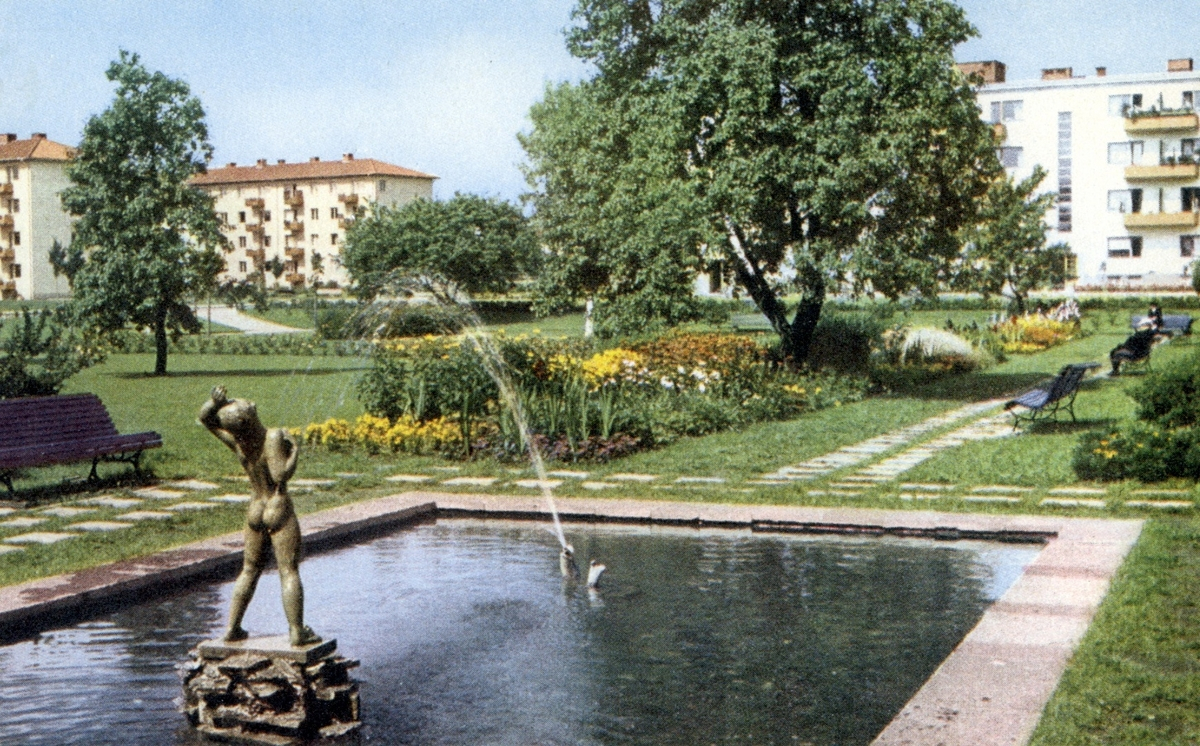
Gunillaparken med originalskulpturen Gunilla, troligen 1950-tal
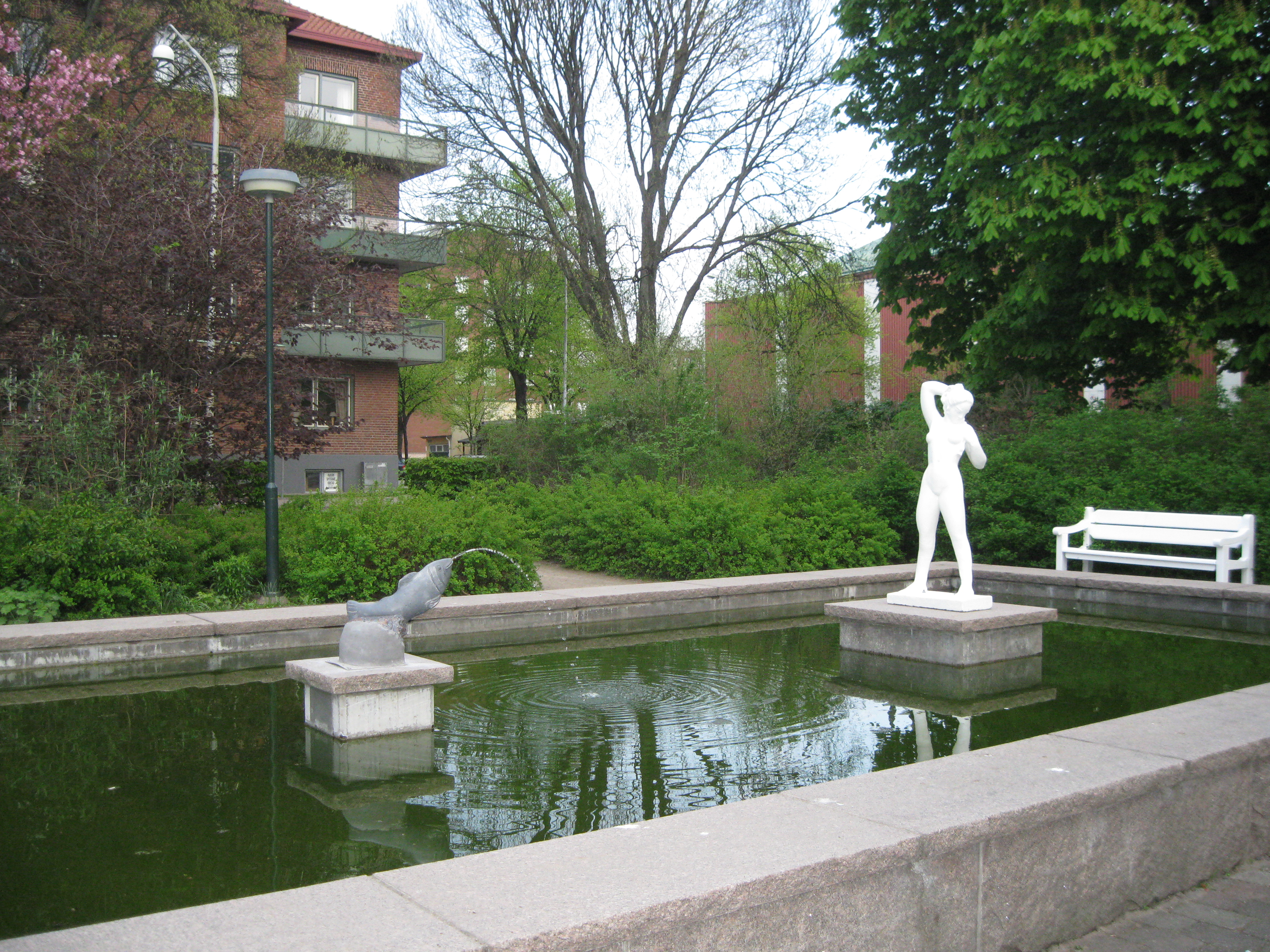
Gunilla i denna version var en fritt tolkad kopia av originalet. Fotot är från 2010.
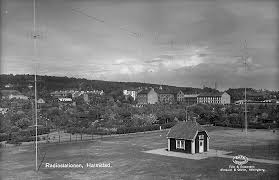
Halmstads rundradios sändare vid Radioplan, efter 1926.
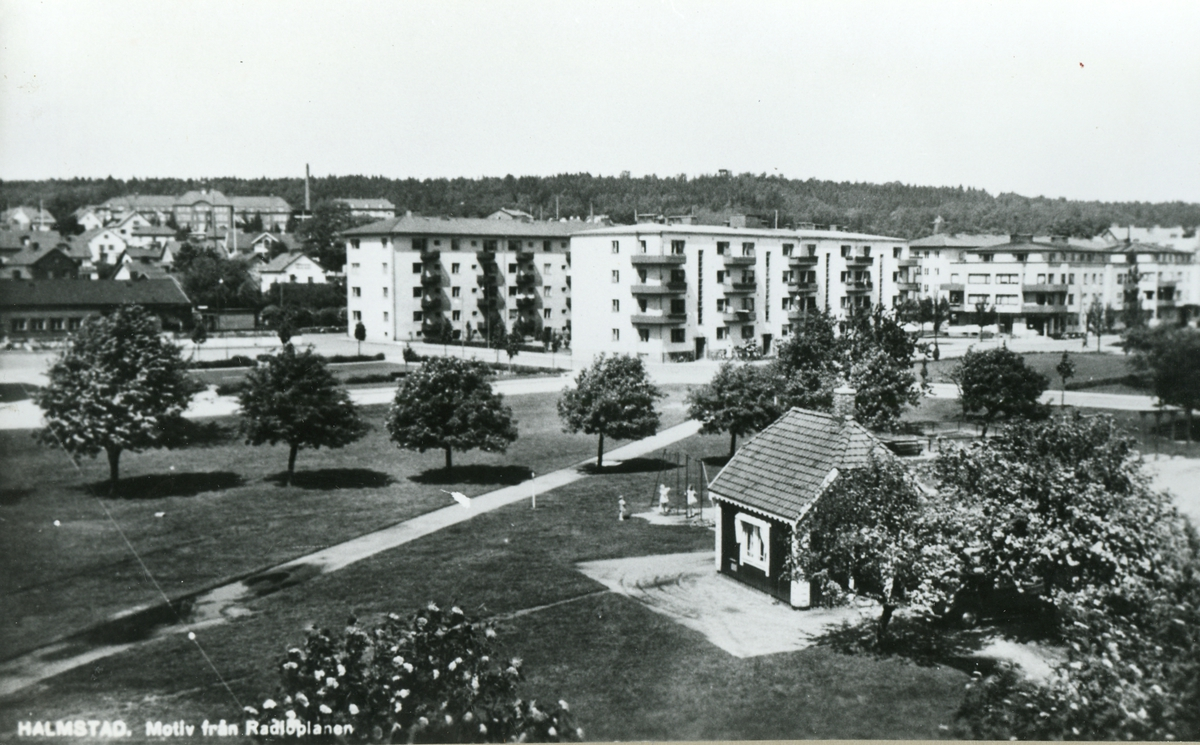
Radioplan, troligen 1940-talet. Norra station syns upp till vänster.
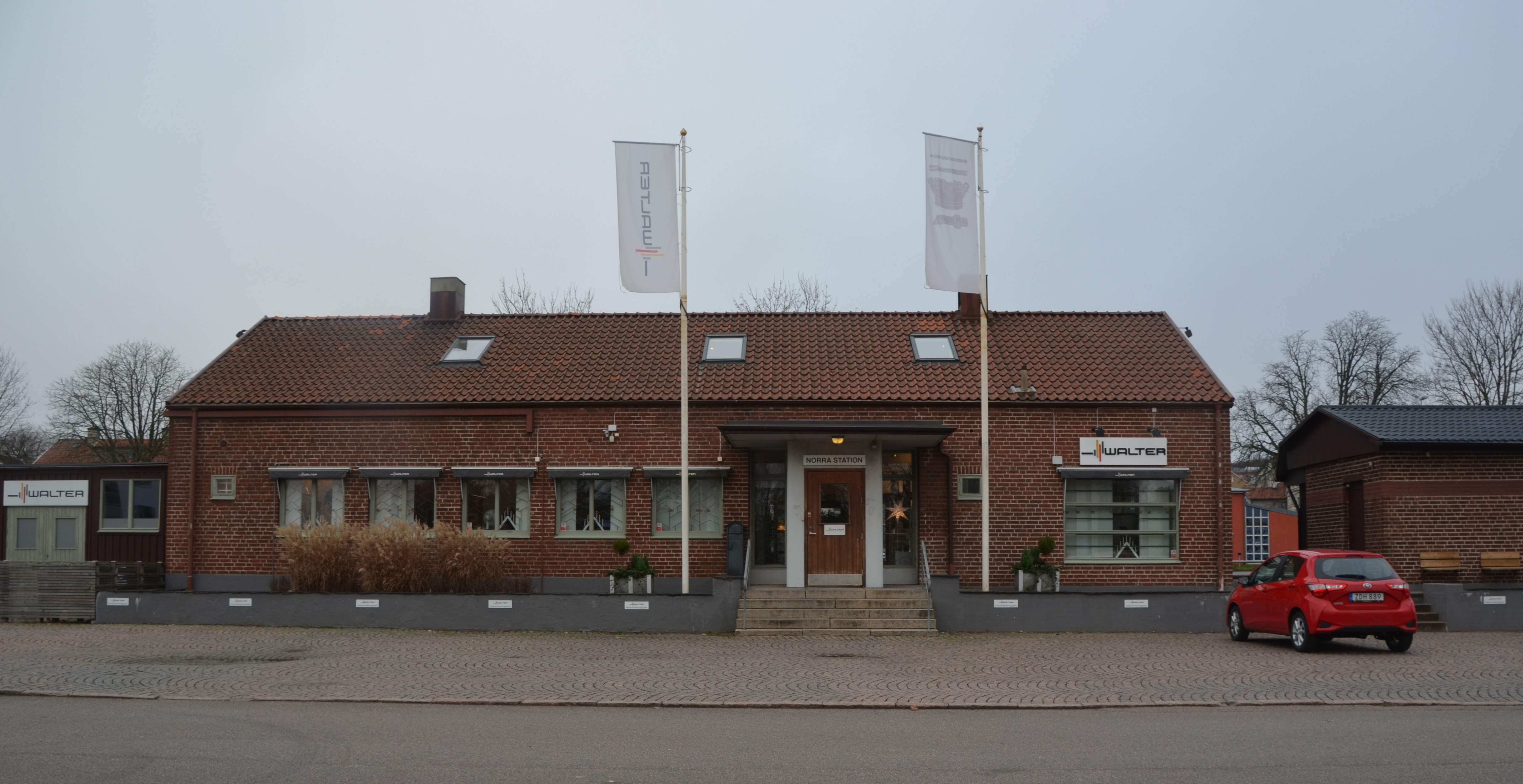
Norra station